# Omitlán de Juárez
Omitlán de Juárez är en kommun i Mexiko.   Den ligger i delstaten Hidalgo, i den sydöstra delen av landet, 100 km nordost om huvudstaden Mexico City.
Följande samhällen finns i Omitlán de Juárez:
- San Antonio el Paso
- Venta de Guadalupe
- Rincón Chico
- Puentecillas
- El Mirador
- Cruz de Omitlán
- Ignacio López Rayón
- Los Tapancos
- El Comanche
- Tres Cañadas
- Santa Elena
- El Crucero
- Cerro Gordo
- Manuel Teniente
- El Tejocote
- Cuchilalpan
- Lagunilla
- Agua Fría
- El Resbalón
- El Capulín